# Нюрнбергци
Това е списък на известни личности, свързани с Нюрнберг, град в Германия.

## Родени в Нюрнберг
- Бартел Беам (1502 – 1540), художник
- Мартин Бехайм (1459 – 1507), изследовател
- Йохан Георг Ваглер (1800 – 1832), зоолог
- Никол Вайдишова (р. 1989), чешка тенисистка
- Вацлав IV (1361 – 1419), крал
- Йоханес Вернер (1468 – 1522), учен
- Албрехт Дюрер (1471 – 1528), художник
- Гизела Елснер (1937 – 1992), писателка
- Ханс Закс (1494 – 1576), поет
- Беатриса фон Нюрнберг (1362 – 1414), херцогиня на Австрия
- Йохан Пахелбел (1653 – 1706), композитор
- Фриц Рис (1922 – 1991), автомобилен състезател
- Херберт Розенфелд (1910 – 1986), психиатър
- Филип Рупрехт (1900 – 1975), художник
- Сигизмунд Люксембургски (1368 – 1437), император
- Герхард Тинтнер (1907 – 1983), австрийско-американски икономист
- Густав Фен (1892 – 1945), офицер
- Фридрих III (1220 – 1297), бургграф
- Бертхолд фон Цолерн (1320 – 1365), духовник
- Хартман Шедел (1440 – 1514), историк

## Починали в Нюрнберг
- Чингиз Айтматов (1928 – 2008), киргизко-руски писател
- Йоханес Бласковиц (1883 – 1948), офицер
- Вернер фон Бломберг (1878 – 1946), офицер
- София фон Брауншвайг-Люнебург (1563 – 1639), благородничка
- Франц Бьоме (1885 – 1947), офицер
- Йохан Кристоф Вайгел (1654 – 1725), гравьор
- Йоханес Вернер (1468 – 1522), учен
- Гебхардт VI (1230 – 1293), благородник
- Херман Гьоринг (1893 – 1946), политик
- Албрехт Дюрер (1471 – 1528), художник
- Артур Зайс-Инкварт (1892 – 1946), политик
- Ханс Закс (1494 – 1576), поет
- Алфред Йодъл (1890 – 1946), офицер
- Вилхелм Кайтел (1882 – 1946), офицер
- Ернст Калтенбрунер (1903 – 1946), офицер
- Рихард Кол (1897 – 1963), офицер
- Ханс фон Кулмбах (1476 – 1522), художник
- Роберт Лай (1890 – 1945), политик
- Йохан Пахелбел (1653 – 1706), композитор
- Августа София фон Пфалц-Зулцбах (1624 – 1682), благородничка
- Йоахим фон Рибентроп (1893 – 1946), политик
- Педро Родригес (1940 – 1971), мексикански автомобилен състезател
- Алфред Розенберг (1893 – 1946), политик
- Ханс Франк (1900 – 1946), политик
- Фридрих V (1436 – 1487), благородник
- Йозеф Харпе (1887 – 1968), офицер
- Макс Хоркхаймер (1895 – 1973), социолог
- Хартман Шедел (1440 – 1514), историк
- Хедвига фон Шлезвиг-Холщайн-Готорп (1603 – 1657), благородничка
- Юлиус Щрайхер (1885 – 1946), политик